# 인덕초등학교
인덕초등학교는 대한민국 경상북도 포항시 남구 인덕동에 있는 초등학교다.

## 학교 연혁
- 1980.12.06 포항인덕국민학교 설립인가
- 1981.09.01 초대 안종순 교장부임
- 1982.03.01 개교(19학급 편성)교사 준공
- 1982.06.11 개교 기념행사
- 1985.09.01 병설유치원 개원
- 1996.03.01 인덕초등학교로 개칭
- 2011.12.10 학력관리 우수학교 선정
- 2012.01.05 학교단위 자율수업 장학 공모제 최우수학교 선정
- 2012.12.15 학력관리 우수학교 선정
- 2013.01.05 학교평가 최우수학교 선정
- 2013.12.31 학교관리.학교평가 우수
- 2014.03.01 교육부정책 경상북도교육청 지정 학부모 학교참여 시범학교(2014.3.1~2016.2.28)
- 2014.03.01 경상북도교육청 생활영어특화학교 지정(2014~)
- 2015.02.13 제33회 졸업식(졸업생 총수 2260명)
- 2015.03.01 10학급 편성(특수학급 1학급 포함)
- 2015.03.01 제19대 권영옥 교장 부임
- 2017.03.01 제20대 신장섭 교장 부임
- 2019.03.01  제21대 김유통 교장 부임